# Högsby kyrka
Högsby kyrka är en kyrkobyggnad som tillhör Högsby församling i Växjö stift. Kyrkan ligger i tätorten Högsby.

## Kyrkobyggnaden
Kyrkan har anor från slutet av 1200-talet. Enligt teckning 1634 av Johannes Haquini Rhezelius avbildas kyrkan som treskeppig med gotiska valv och en rikt ornamenterad östfasad. Under Kalmarkriget  blev kyrkan utsatt för härjningar men återställdes och fick stormaktstidens typiska interiör
1734 revs pelarna och de medeltida valven.Nuvarande kyrktorn tillkom 1774. Biskop C G Schröder konstaterade vid en visitation 1785 att kyrkan befinnes i ett gott och försvarligt stånd,sedan pelare, som henne förmörkade blivit borttagne, ett vackert torn ifrån grunden på västra gaveln uppförts samt koret beprytts med en vacker och dyrbar altartavla.
Under 1800-talet planerade man ett uppförande av en helt ny kyrka.Men det blev istället en ombyggnad enligt förslag av arkitekt  A Nyström.Vid denna ombyggnad 1885 fick kyrkan sitt nuvarande utseende. långhusets väggar höjdes, tornet fick en romansk spira,fönstren vidgades och korgaveln byggdes om. 

## Inventarier
- Altarskåpet över altaret dateras till 1400-talets senare del. Det är tillverkat i ek och är ett nordtyskt arbete.

- Ett mindre altarskåp vars mittbild föreställer jungfru Maria med barnet är snidat i ek under 1400-talets andra hälft och är ett regionalt arbete.

- Triumfkrucifixet har tillkommit under 1400-talets andra hälft.

- Den rikt snidade predikstolen i barock är från 1600-talet.

- I vapenhuset finns en runsten daterad till 1050-talet.

## Orglar
- En orgel skänktes till kyrkan av Bengt Bagge och kom hit från Elbingen. 1668 reparerade Magnus Åhrman orgeln med 9 stämmor för 500 daler. Orgeln utökades med Kvinta istället för täckt Regal. Den fick även en ny pedal med Basun 16'.[2] Orgeln såldes eventuellt till Halltorps kyrka 1838.
- 1838 bygger Pehr Zacharias Strand, Stockholm en orgel med 14 stämmor.
- Den nuvarande orgeln på läktaren är byggd 1931 av Åkerman & Lund, Sundbyberg. Orgeln är pneumatisk och har fria och fasta kombinationer.

| Huvudverk I         | Svällverk II        | Pedal                   | Koppel           |
| Principal 16’       | Gedackt 16’         | Kontrabas 16’           | I/P              |
| Principal 8’        | Basetthorn 8’       | Subbas 16’              | II/P             |
| Flûte harmonique 8’ | Rörflöjt 8’         | Ekobas 16'              | II/I             |
| Borduna 8’          | Salicional 8’       | Gedackt 8'              | I 4'/I           |
| Gamba 8’            | Violin 8'           | Violoncell 8'           | II 16'/I         |
| Oktava 4'           | Voix céleste 8'     | Basun 16'               | II 16'/II        |
| Flöjt 4'            | Flûte octaviante 4' |                         |                  |
| Cornett 4 ch        | Fugara 4'           |                         |                  |
| Trumpet 8'          | Waldflöjt 2'        |                         |                  |
|                     | Oboe 8'             |                         |                  |
|                     | Crescendosvällare   | Automatisk pedalväxling | Registersvällare |

Kororgeln är byggd och invigd 1987 av Ålems Orgelverkstad. Orgeln är mekanisk.
| Manual            | Pedal      | Koppel  |
| Gedackt 8’        | Subbas 16’ | Man/Ped |
| Fugara 8'         |            |         |
| Principal 4'      |            |         |
| Flûte Satin 4'    |            |         |
| Oktava 2'         |            |         |
| Crescendosvällare |            |         |

## Bildgalleri

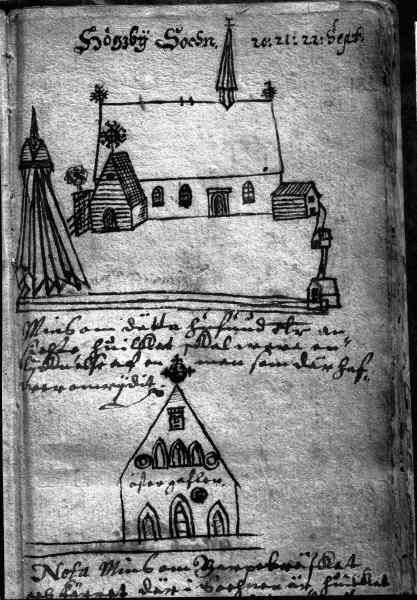
Rhezelius teckning 1634
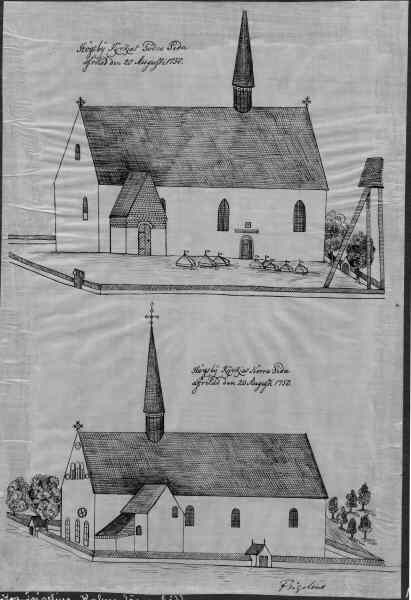
Teckning 1750 av Petrus Frigelius.
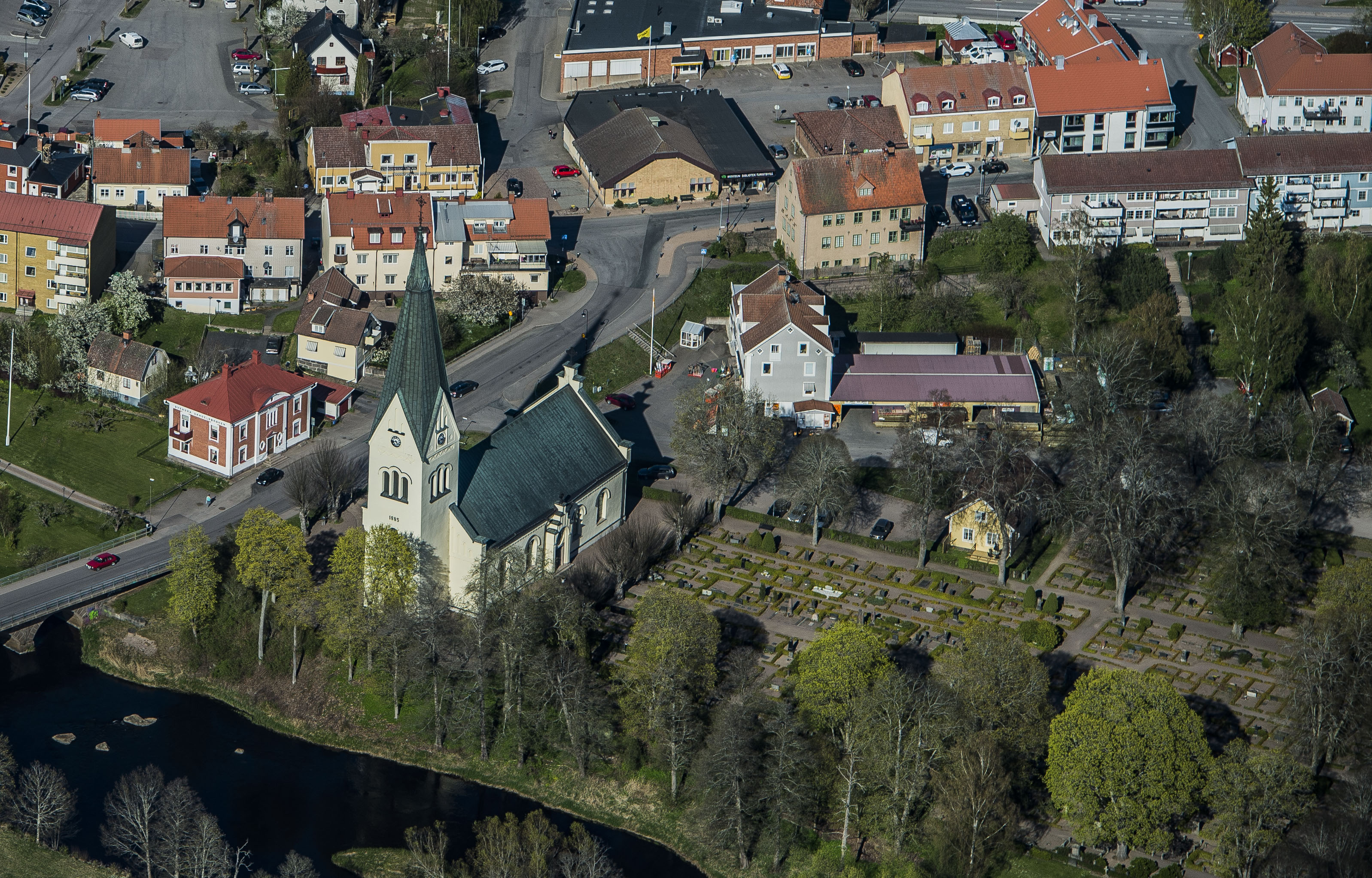
Kyrkan från ovan
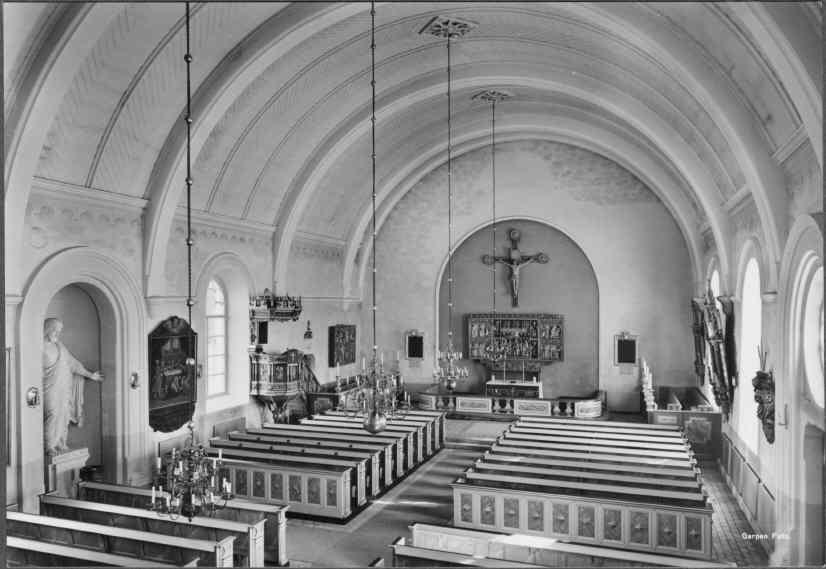
Interiör
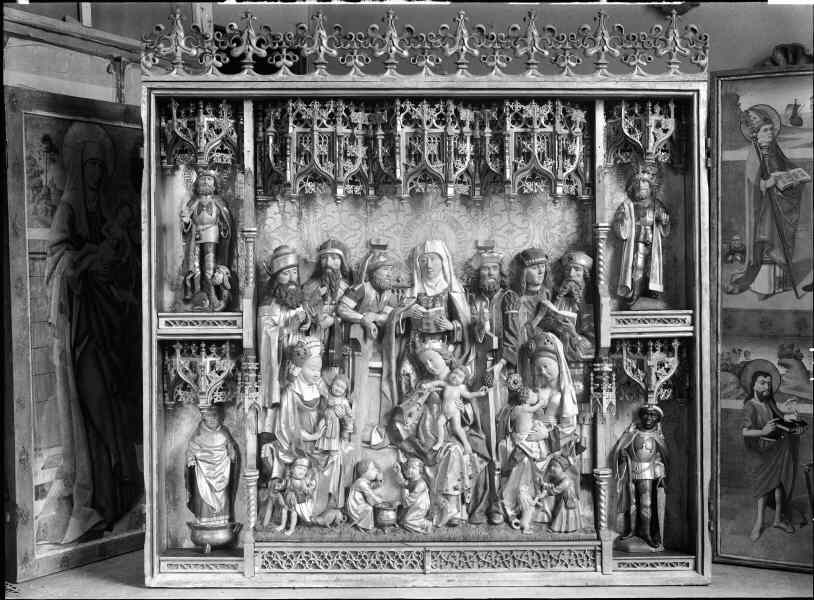
Altarskåpets mittscen
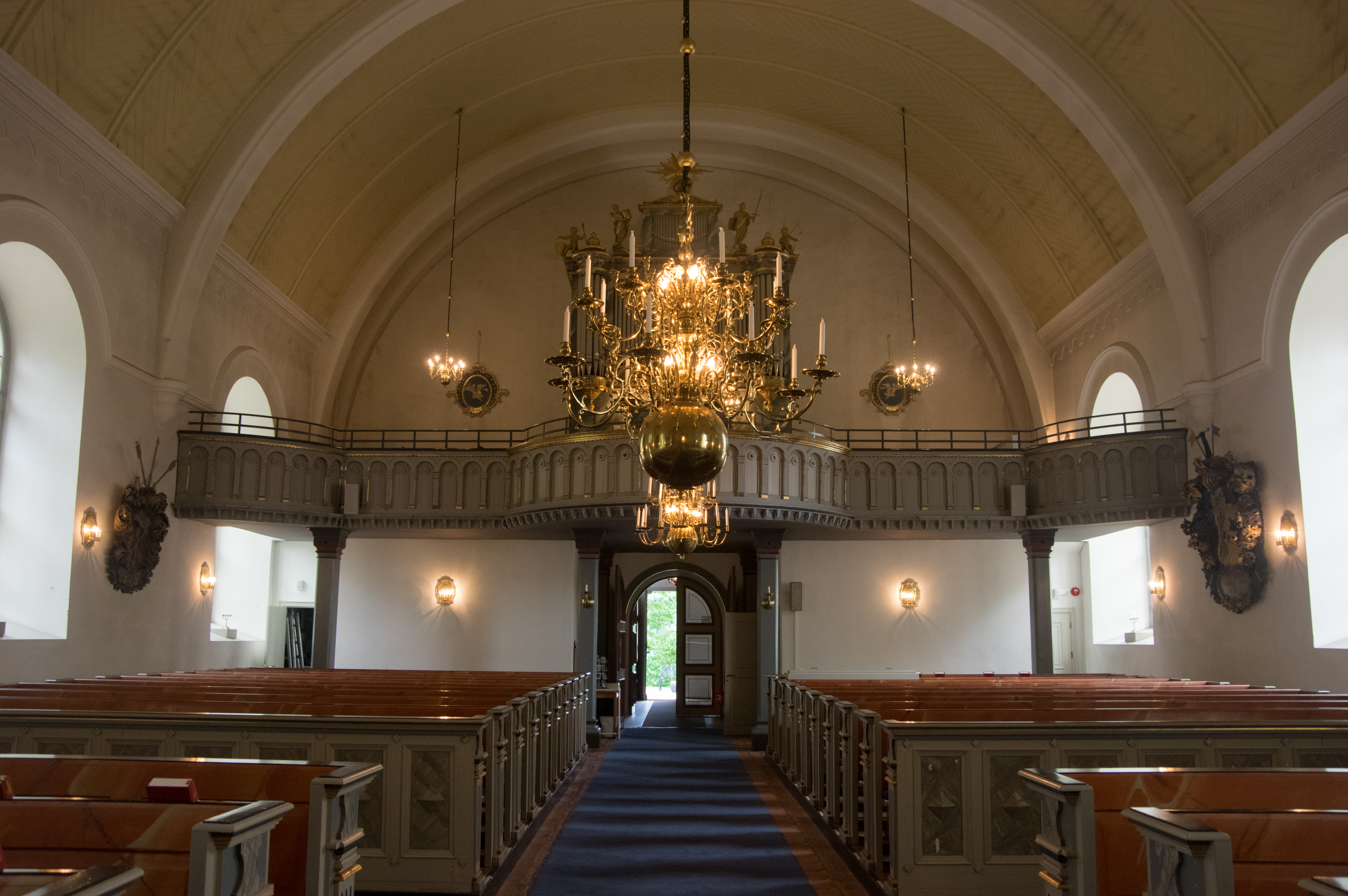
Interiör mot väster